# Elisabeth Christina von Linné
Elisabeth Christina von Linné (1743–1782), fue una botánica sueca, hija de Carl von Linné y Sara Elisabeth Moraea.
Se la considera la primera mujer botánica en Suecia en el sentido moderno del término, a pesar de no haber recibido una educación formal en la materia. Fue la primera en describir un efecto óptico por el que las flores de Tropaeolum majus parecen emitir destellos de luz, y que ha sido denominado por este motivo el «fenómeno de Elisabeth Linné».
Publicó sus observaciones sobre este tema en un artículo para la Academia Real Sueca de Ciencias en 1762, a los 19 años. Esta publicación llegó a manos del doctor inglés, científico y poeta Erasmus Darwin, el cual hizo una referencia al fenómeno en su obra The botanic garden, part II, containing the loves of the plants (1789), en la que también informó de la confirmación del efecto en 1788 por M. Haggren, profesor de Historia Natural. Los poetas William Wordsworth y Samuel Taylor Coleridge leyeron el libro de Darwin al comienzo de sus carreras e, influidos por esta historia, hicieron menciones a  «flores centelleantes» en sus poemas. Elizabeth Linné influyó de esta forma a los pioneros de la poesía romántica inglesa.
Linné se casó y tuvo dos hijos.